# آنخل آلوارس
آنخل آلوارس (اسپانیایی: Ángel Álvarez‎؛ ۲۶ سپتامبر ۱۹۰۶ – ۱۳دسامبر ۱۹۸۳) بازیگر اهل اسپانیا بود.
از فیلم‌ها یا برنامه‌های تلویزیونی که وی در آن نقش داشته‌است، می‌توان به انتقام زورو، مرثیه‌ای برای یک بیگانه، گاوبازی، جانگو، تن‌تن و پرتقال‌های آبی، دلیلی برای زندگی، دلیلی برای مرگ، جلاد، داغ ننگ، سرباز حرفه‌ای، مردی با چهره عجیب به‌دنبال توست تا تو را بکشد، دو رقیب و نامزدشده اشاره کرد.